# Городской театр (Турку)
Городской «Медный» театр — муниципальный финноязычный театр города Турку, расположенный на берегу реки Аурайоки.
В год театр посещает около 100 тысяч зрителей. С начала 2016 года театр находится на капитальной реконструкции, а театральной площадкой труппы на этот период является сцена культурного центра Logomo.

## История
Театр был основан в 1946 году.
Новое здание для театра было построено в период 1961—1962 годов по проекту архитекторов Ристо Луукконена, Хелмера Стенроса и Аарне Хютёнена и стало первой крупной общественной постройкой на набережной левого берега реки Аурайоки. Театр облицован красной медью и тёмно-коричневой керамической плиткой.